# Чоботарська волость
Чоботарська волость — історична адміністративно-територіальна одиниця Ольгопільського повіту Подільської губернії з центром у містечку Чоботарка.

Деякі поселення волості станом на 1885 рік:
- містечко Чоботарка
- станція Крижопіль

За даними на початок 1911 року:
- старшина волості — Бойко Феодор Васильович;
- волосний писар — Міхполь Іван Мусійович;